# Mahinda Martínez
Mahinda Martínez y Díaz de Salas (29 de septiembre de 1958 (66 años) es una botánica mexicana, se desarrolla en las líneas de investigación de la botánica, florística, taxonomía y biología de plantas acuáticas. Actualmente es Profesora investigadora de Tiempo Completo para la Facultad de Ciencias Naturales de la Universidad Autónoma de Querétaro, inscrita en el S.N.I. nivel 1 dentro de sus actividades académicas es trabajar con el Laboratorio de Botánica Fanerogámica.

#### Formación y Experiencia Académica
En 1984, concluyó su licenciatura en Biología, por la Universidad Autónoma Metropolitana UAM, Unidad Iztapalapa. 
Y en 1993, el doctorado, por la Universidad de Texas en Austin.
Es especialista en diversas especies de plantas (Solanáceas, plantas acuáticas), de las cuales ha realizado estudios, observaciones, análisis sobre la diversidad florística y genética en diversos cuerpos de agua ubicados en Amealco y Huimilpan, Querétaro.
Ha realizado diferentes proyectos patrocinados por CONACYT, CONCYTEC y SEMARNAT

### Reconocimientos Científicos
Miembro de Sociedad Botánica de México